# Christian Bastholm
Christian Bastholm, född 2 november 1740, död 25 januari 1819, var en dansk teolog.
Bastholm tog 1761 teologie examen, var 1768-1771 missionär i Smyrna och blev därefter präst vid citadellkyrkan i Köpenhamn. 1778 kallades han till hovpredikant och 1783 även till kunglig konfessionarius, men måste 1800 efter en svår sjukdom lämna sina ämbeten.
Han var en utpräglad representant för tidens upplysning, rationalistisk i sitt bortförklarande av undren, om än icke direkt förnekande, ivrande för klarhet i tanke och iakttagande av vackra yttre former. Han beundrades mycket för sin vältalighet och verkade även såsom reformator av det danska prästerskapets predikosätt.
Bastholms Gejstlige Talekunst (1775) översattes till svenska och tyska samt infördes vid prästseminarier i Österrike. Prästens uppgift var att utbreda allmän upplysning och att i synnerhet på landet som "folklärare" vägleda bönderna i all deras sysselsättning. Bastholm var en flitig, men inte verkligt originell författare (bland annat Jødisk Historie, 1777-1782, 3 band, Filosofi for Ulærde, 1787, Mennesket i dets vilde og råa Tilstand, 1803-04, 4 bd) och en god stilist.
Han deltog ivrigt i förhandlingar om kyrkliga spörsmål och var biskop Balles medarbetare i hans Læserebog i den kristelige Religion (1791). Hans Forsøg til en forbedret Plan i den udvertes Guds-Dyrkelse (1785) krävde väsentliga ändringar i de gamla kyrkobruken, framför allt vid dopet och innehöll en rad kontroversiella inslag. Det framkallade en häftig strid inom danska kyrkan och en hel litteratur av stridsskrifter, men blev annars alldeles utan frukt.

## Svenska översättningar (urval)
- Anwisning at predika, jämte omdöme öfwer en af Saurins predikningar (översättning Johan Michael Fant, tryckt hos Johan Laur. Horrn, 1783)
- Den christeliga religionens hufwud-läror, til almännelig upbyggelse (Den christelige Religions Hoved Lærdomme til almindelig Opbyggelse) (översättning Lars Nordblom, tryckt af Samuel Norberg, 1784)
- Philosophie för olärde, innehållande lärorika betracktelser öfwer Gud, menniskan och naturen (Philosophie for Ulærde) (översättning Christian Wåhlin, tryckt hos prof. Joh. Lundblad, 1791)
- Kort utsigt öfwer den uppenbarade religions historien, under Nya testamentets tider (översättning Christian Wåhlin, tryckt hos direct. Christ. Fr. Berling, 1791)
- Andakts-öfningar för nattwards-gäster (Andagtsøvelser for Communicantere) (Åbo, tryckt i Frenckellska boktryckeriet 1792)
- Philosophiska bref angående själens tilstånd efter kroppens död (översättning Carl Petter Blomberg, C. G. Cronland, 1794)
- Afsigten med christna religionens stiftares bemödande för werlden (Den Hensigt, som den christelige Religions Stifter havde med sine Bestræbelser for Verden) (översättning Olof Linderholm, Joh. Sam. Ekmansons förlag, 1794)
- Jesus Christus, odödlighetens lärare (Jesus Christus Udødelighedens Lærer) (översättning Carl Petter Blomberg, Johan Dahl, 1796)
- Wishets- och lycksalighets-läran (översättning Olof Linderholm, tryckt hos Joh. Christ. Holmberg, 1796)
- Ny samling af andeliga tal öfwer alla evangelierna (anonym översättning, tryckt hos Anders Jacobszon Nordström, 1796)
- De fyra evangelisternes berättelser om Christo, ställde i ordning efter tiden (anonym översättning, tryckt hos bokhandlaren Johan Dahl, 1797)
- Andakts-öfningar för sjuke och sängliggande (Andagts-Ovelser for Syge og Sengeliggende) (anonym översättning, tryckte ... Joh. Sam. Ekmanson, 1797)
- Andeliga tal öfwer alla evangelierne (Aandelige Taler over alle Evangelierne) (anonym översättning, tryckte hos lect. A.J. Segerstedt, 1808)
- Egenhändig lefvernesbeskrifning (Geo. Löwegren, 1814)
- Filosofiska bref om själens tillstånd efter kroppens död (Landin, 1870) Fulltext
- Filosofi för olärde: betraktelser öfver Gud, menniskan och naturen (översättning H. O. Indebetou, Askerberg, 1872)